# Jim Kent
Jim Kent från Port Fairy, Victoria, är en australisk författare som främst skriver westernböcker, så kallad kiosklitteratur, åt det australiska förlaget Cleveland Publishing. Dessa böcker skrevs under pseudonymerna Cleve Banner och Thane Docker men han har även använt pseudonymen Julian Kemp.